# اغذیه‌فروشی (فیلم)
اغذیه‌فروشی (آلمانی: Delicatessen) فیلمی فانتزی به کارگردانی ژان-پیر ژونه و مارک کارو محصول سال ۱۹۹۱ سینمای فرانسه است. فیلم روایتی پسارستاخیزی و شخصیت‌محور از زندگی چند مستأجر یک ساختمان در زمانی مبهم و نامعلوم است.

## بازیگران
- دومینیک پینان
- ژان کلود دریفوس
- کرین ویار
- روفوس
- هوارد ورنون
- دومینیک زاردی
- تیکی اُلگادو